# Le Méridien Taichung
Le Méridien Taichung, aussi Golden Plaza (台中李方艾美酒店) est un gratte-ciel hôtel de 178 mètres de hauteur construit en 1999 à Taichung dans l'ile de Taïwan. Il abrite le groupe Le Méridien, une chaîne d'hôtels de luxe d'origine française, sur 30 étages.
Situé dans le centre de Taichung, juste en face de la gare, le bâtiment est le troisième plus haut immeuble de la vile.